# Murchison (Nouvelle-Zélande)
Murchison est une localité de la région de Tasman, située dans le nord de l'Île du Sud de la Nouvelle-Zélande.

## Situation
Elle est localisée près de l’extrémité ouest de la plaine des " quatre rivières", à la confluence du fleuve Buller et de la rivière Matakitaki.
Les deux autres rivières, qui confluent sont la rivière Mangles, et la rivière Matiri.
C’est une ville rurale de service pour la région alentours, formée d’un district d’agriculture polyvalente, située sur le trajet de la route State Highway 6, à approximativement à mi-chemin entre les villes de Westport et Nelson.

## Toponymie
Murchison fut dénommée d’après le géologue écossais:Roderick Murchison, un des fondateurs de la Royal Geographical Society .

## Transport et infrastructures
Murchison est localisé sur le trajet de la route State Highway 6, à 11 km à l’est de sa jonction avec la route State Highway 65 (en) et à 35 km à l’ouest de sa jonction ouest avec la State Highway 63 (en).
La ville est donc localisée sur la route principale reliant la cité de Nelson et la région de Marlborough avec la région de la West Coast et une des principales route connectant la cité de Nelson avec celle de Christchurch dans la partie moyenne de la côte est de l’Île du Sud.

## Population
Le secteur de Murchison est définie par une zone statistique de la Nouvelle-Zélande comme étant un village rural couvrant 4,34 km2.
C’est une partie de la zone statistique de « Murchison-Nelson Lakes», qui couvre 3 706,01 km2/.
Lors du recensement de 2006 en Nouvelle-Zélande, la localité de Murchison avait une population de 496 habitants.
Le secteur de Murchison, comprenant la zone statistique SA1 N° 7022661 à 7022664, qui avait une population de 606 habitants lors du recensement néo-zélandais de 2018, en augmentation de 186 personnes (44,3 %) depuis le recensement néo-zélandais de 2013, et une augmentation de 270 personnes (80,4 %) depuis le  recensement de 2006 en Nouvelle-Zélande.
Il y avait 222 logements.
On comptait 306 hommes et 294 femmes, donnant un sexe-ratio de 1,04 homme pour une femme, avec 111 personnes (18,3 %) âgées de moins de 15 ans, 72 personnes (11,9 %) âgées de 15 à 29 ans, 324 personnes (53,5 %) âgées de 30 à 64 ans , et 90 personnes (14,9 %) âgées de 65 ans ou plus.
L’ethnicité était pour 96,0 % européens/Pakehas, 5,0 % Māoris, 0,5 % personnes de l’Océan Pacifique, 2,5 % d’origine asiatiques et 1,0 % d’une autre ethnicité (le total peut faire plus de 100 % dans la mesure où les personnes peuvent s’identifier avec de multiples ethnicités, selon l’origine de leurs parents).
Bien que certaines personnes objectent à donner leur religion, 58,9 % n’avaient aucune religion, 27,7 % étaient chrétiens, 1,0 % étaient bouddhistes et 1,5 % avait une autre religion.
Parmi ceux d’au moins 15 ans d’âge, 126 personnes (25,5 %) avaient un niveau de licence ou un degré supérieur et 57 personnes(11,5 %) n’avaient aucune qualification formelle.
Le statut d’emploi de ceux d’au moins 15 ans d’âge était pour 264 personnes (53,3 %): employé à temps plein, pour 75 personnes (15,2 %), c’étaient à temps partiel, et 9 personnes (1,8 %) étaient sans emploi.

## Zones statistique de Murchison-Nelson Lakes
La zone de «Murchison-Nelson Lakes» constitue une zone statistique , qui comprend aussi la localité de Saint Arnaud, avait une population estimée à 1 450 résidents en juin 2023 avec une densité de population de 0,39 personnes par km2.
Murchison-Nelson Lakes avait une population de 1 290 personnes lors du recensement néo-zélandais de 2018, en augmentation de 108 personnes (9,1 %) depuis le recensement néo-zélandais de 2013, et une augmentation de 114 personne (9,7 %) depuis le  recensement de 2006 en Nouvelle-Zélande.
Il y avait 564 logements.
On notait la présence de 645 hommes et 642 femmes, donnant ainsi un sexe-ratio de 1 homme pour une femme.
L’âge médian était de 47,7 ans (comparé avec les 37,4 ans au niveau national), avec 210 personnes (16,3 %) âgées de moins de 15 ans, 156 personnes (12,1 %) âgées de 15 à 29 ans, 672 personnes (52,1 %) âgées de 30 à 64 ans et 252 personnes (19,5 %) âgées de 65 ans ou plus.
L’ethnicité était pour 94,0 % européens/Pākehā, 8,6 % Māori, 0,9 % personnes venant de l’Océan Pacifique, 2,3 % d’origine asiatique et 2,8 % d’une autre ethnicité (le total peut faire plus de 100 % dans la mesure où une personne peut s’identifier avec de multiples ethnicités en fonction de l’origine de leurs parents).
La proportion de personnes nées outre-mer était de 13,7 %, comparée avec les 27,1 % au niveau national.
Bien que certaines personnes objectent à donner leur religion, 60,0 % n’avaient pas de religion, 27,4 % étaient chrétiens, 0,2 % étaient hindouistes, 0,5 % étaient bouddhistes et 2,1 % avaient une autre religion.
Parmi ceux d’au moins 15 ans d’âge, 153 personnes (14,2 %) avaient un niveau de licence ou un degré supérieur et 264 personnes (24,4 %) n’avaient aucune qualification formelle.
Le revenu médian était de 28,900 $, comparé avec les 31,800 $ au niveau national.
Le statut d’emploi de ceux d’au moins 15 ans d’âge était pour 585 personnes (54,2 %) employé à plein temps, pour 201 personnes (18,6 %), employé à temps partiel et 15 personnes (1,4 %) étaient sans emploi.

## Histoire
Le district est marqué dans l’histoire par le séjour des mineurs d’or et des premiers colons, qui s’installèrent au niveau de la ville de Lyell, qui est toute proche et fut le site de l’une des plus importantes mines d’or de l’Île du Sud, offrant un exemple intéressant à voir de comment le bush peut rapidement effacer les traces de la civilisation.
Durant la période allant de 1853 à 1876, la zone, qui devint la ville de Murchison était administrée comme une partie de la province de Nelson (en).
Le future village de Murchison n’apparut pas avant que l’or ne soit découvert dans le secteur et la ville fut arpentée en 1865, sous le nom de Hampden.

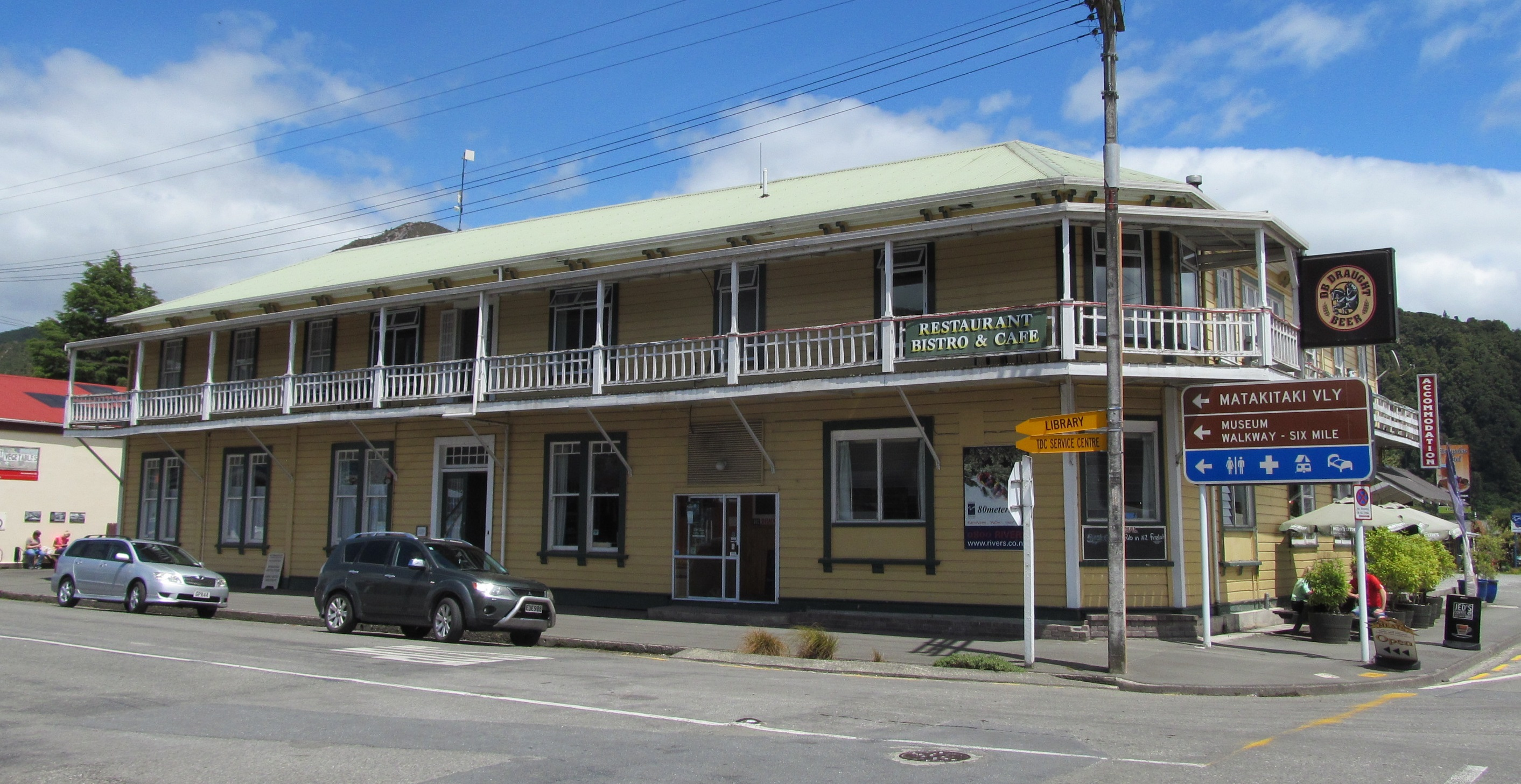
L’hôtel Hampden du XIX dans la rue principale de Murchison. Le nom de l’hôtel rappelle le nom original de la ville de 1865 à 1882

## Gouvernance locale
Le conté de Murchison exista jusqu’à la réforme du gouvernement local de 1889 (en), quand le district de Tasman fut formé par l’amalgamation des zones administratives du conté de Murchison , du conté de la Golden Bay , du conté de Waimea et de la localité du Borough de Richmond.
Depuis cette époque, la zone urbaine de Murchison est administrée par le conseil du district de Tasman (en) à partir du siège du district situé au niveau de la ville de Richmond.
Avec le Abolition of Provinces Act de 1876, le nouveau conté de Murchison (en) fut créé, reprenant l’administration de ce secteur en janvier 1877, avec Hampden comme quartier général du conté.
La ville changea son nom pour celui de Murchison en 1882, tirant ce nom de celui du conté, pour éviter la confusion avec une autre localité de l’île du Sud du nom de Hampden , du même nom.

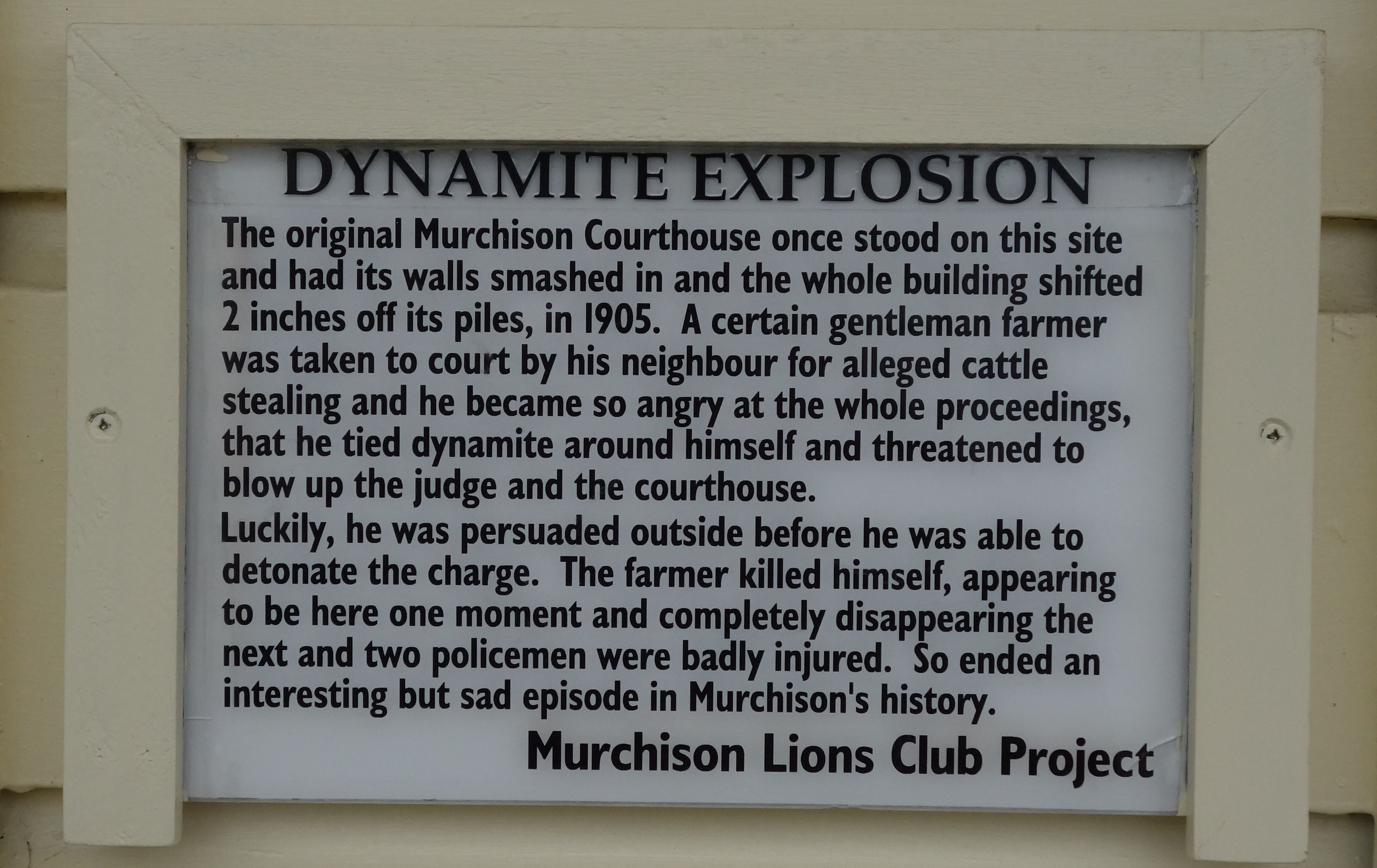
Plaque commémorative pour l’attaque suicide de 1905 au niveau de Murchison

## Evènements mémorables
- La première attaque suicide non-militaire, dans le monde, est considérée comme s’étant produite dans la ville de Murchison le 14 juillet 1905.

Un conflit de longue date entre deux fermiers aboutit à un procès et le défendant (Joseph Sewell) au tribunal, s’est présenté ayant des bâtons de gélignite attaché à son corps.
Quand Sewell, excité clama durant la délibération de la cour, "I'll blow the devil to hell, and I have enough dynamite to do just that", il fut expulsé du bâtiment.
Sewell fit exploser la charge quand l’officier de police tenta de l’arrêter dans la rue, et son corps fut déchiqueté en pièces mais aucune autre personne ne fut tuée lors de l’explosion,.
- Murchison fut aussi l’épicentre d’un tremblement de terre: le Séisme de 1929 Murchison (en) (aussi connu comme le « tremblement de terre de Buller»),dont il résulta la mort de 17 personnes, ce qui en fait le troisième plus meurtrier des tremblements de terre en Nouvelle-Zélande (en) enregistrés dans l’histoire de la Nouvelle-Zélande.

Après le séisme de 2016 à Kaikoura, qui entraîna la fermeture de la route nationale 1 et la ligne principale nord de l’île du Sud (en) passant à travers la localité de Kaikōura, pendant une période de 13 mois, tout le trafic au nord de la cité de Christchurch en direction de celle de Nelson, de la ville de Blenheim, de Picton et au delà vers l’Île du Nord, fut dévié via Murchison.
Le détour, qui en résulta, entraîna un volume important de trafic à travers la ville, qui a ainsi doublé avec la nécessité d’adapter les capacités de logement et d’apports d’alimentation au niveau de la ville, qui du lutter pour faire face à l’afflux du trafic ,.
- La ville de Murchison avait une station d’essence (Mobil)[12] et une station de recharge pour véhicules électriques[13].
- Le réseau de Tasman possède et fait fonctionner le réseau de distribution d’électricité pour la ville de Murchison.

L’électricité est fournie à partir du Transpower (en) du réseau national au niveau de sa sous-station de Murchison, située au niveau de Matiri Valley Road au nord-est de la ville.
- Le conseil du district de Tasman assure la répartition de l’eau potable , la gestion des eaux de ruissellement en cas d’orage et l’ensemble du système de l’eau dans la ville de Murchison.

L’eau fraîche est pompée à la source à partir de deux puits situés à l’ouest de la ville , tout près de la rivière Marakitaki.

## Bâtiments notables

### Les magasins Hodgsons de Murchison

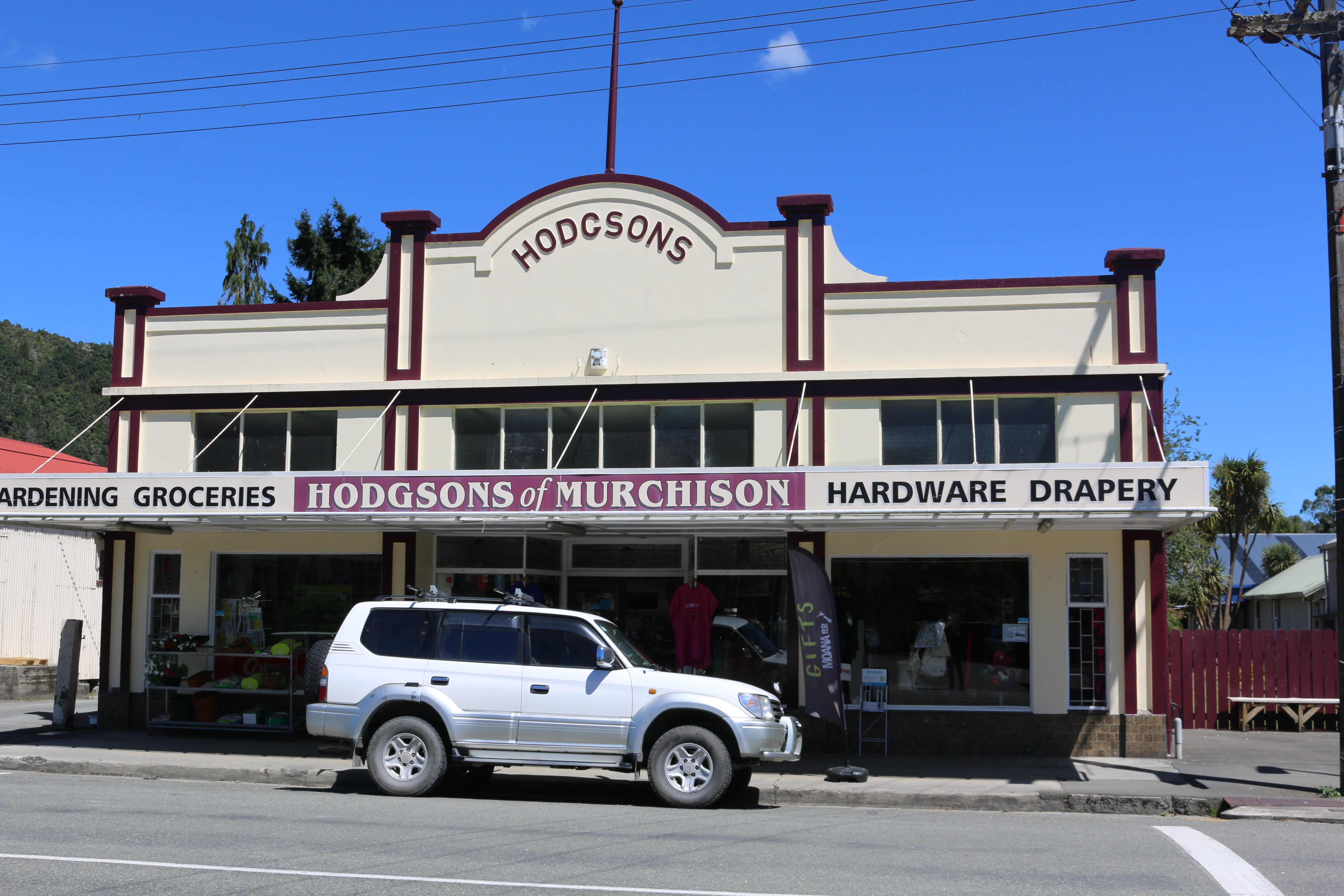
Hodgsons de Murichison (2021)

L’enseigne Hodgsons a été le magasin local de la localité de Murchison pour plus de 100 ans.
Il est listé comme un lieu historique de catégorie 2 par Heritage New Zealand.
Il fut endommagé de façon significative par le seisme de 1929 à Murchison.

### Le musée de Murchison

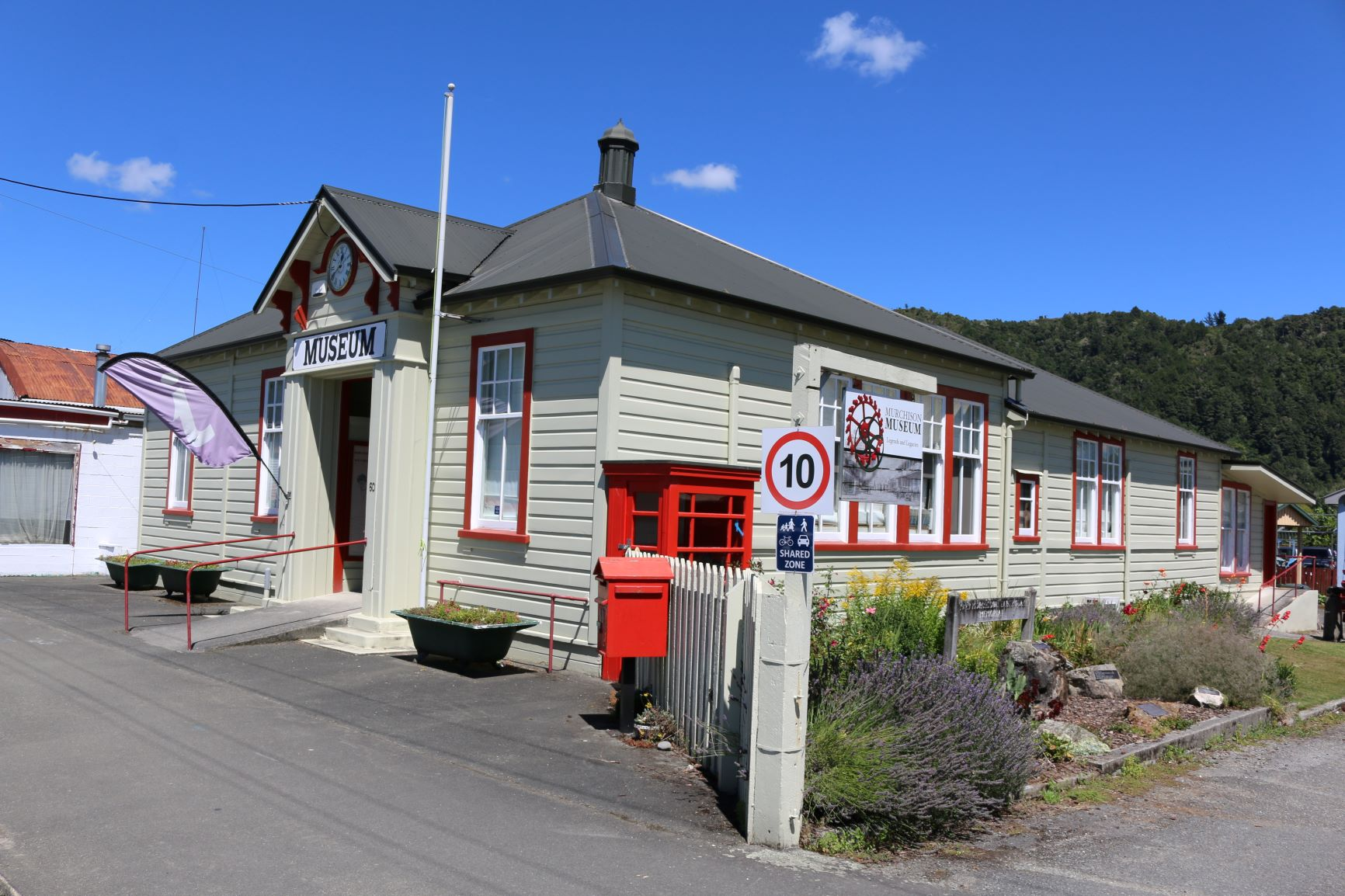
Le musée de Murchison (2021)

Le musée de Murchison se concentre sur les effets du tremblement de terre de Murchison sur le centre ville.
Il était localisé au niveau du ‘60 Fairfax Street’.

## Attractions
Murchison est reconnue comme la capitale des « rapides de Nouvelle-Zélande », avec des rivières comme en particulier les rivières Gowan, Mangles, Matiri , Glenro, Matakitaki et  Maruia, et le fleuve Buller, comportant de nombreux et excellents rapides, qui s’écoulent sur toute leurs longueurs.
Pour la navigation en eau vive, ces rivières variant de la classe 2 à 4 de la classification des rapides.
Ces rivières sont aussi réputées dans le monde pour la pèche aux grosses truites brunes d’eau vive.
Située à l’angle à la fois du Parc national de Kahurangi et du Parc national des lacs Nelson, la ville offre de nombreuses autres circuits de promenades intéressantes à proximité.
Le Lac Matiri (en) et le mont Owen (en) définissent le point d’accès sud de l’entrée de « Parc de Kahurangi » et sont tous les deux spectaculaires.
Il y a aussi de nombreuses zones de bush natif, où les campeurs ( hikers/trampers) peuvent apprécier la vie de plein air.
Chaque été, la ville de Murchison est la « Mecque» pour les visiteurs cherchant les grandes émotions d’extérieurs pour la pèche, le rafting, la promenade, le kayak en eaux bouillonnantes, le jet-boat, les randonnées à cheval, le « mountain bike (vélo tout terrain)» mais aussi la recherche de l’or ( gold panning).
Il y a une grande variété de mode de logements disponibles, allant du style routard ou du camping classique jusqu’aux hôtels de luxe avec des installations spectaculaires.
Le musée local fournit des informations sur les peuples locaux et sur les évènements survenus au siècle dernier.
Le golf de Murchison » est installé le long du fleuve Buller – avec un parcours de 9 trous d’un seul tenant.

## Installations
D’autres fonctionnalités comprennent des cafés, deux pubs, des magasins de cadeaux, un centre d’information, un supermarché, un magasin général, un magasin d’antiquités, un hôpital, une station d’essence et l’école de kayak de Nouvelle-Zélande.
Des guides pour la pèche et un service d’hélicoptère sont aussi disponibles.

## Éducation

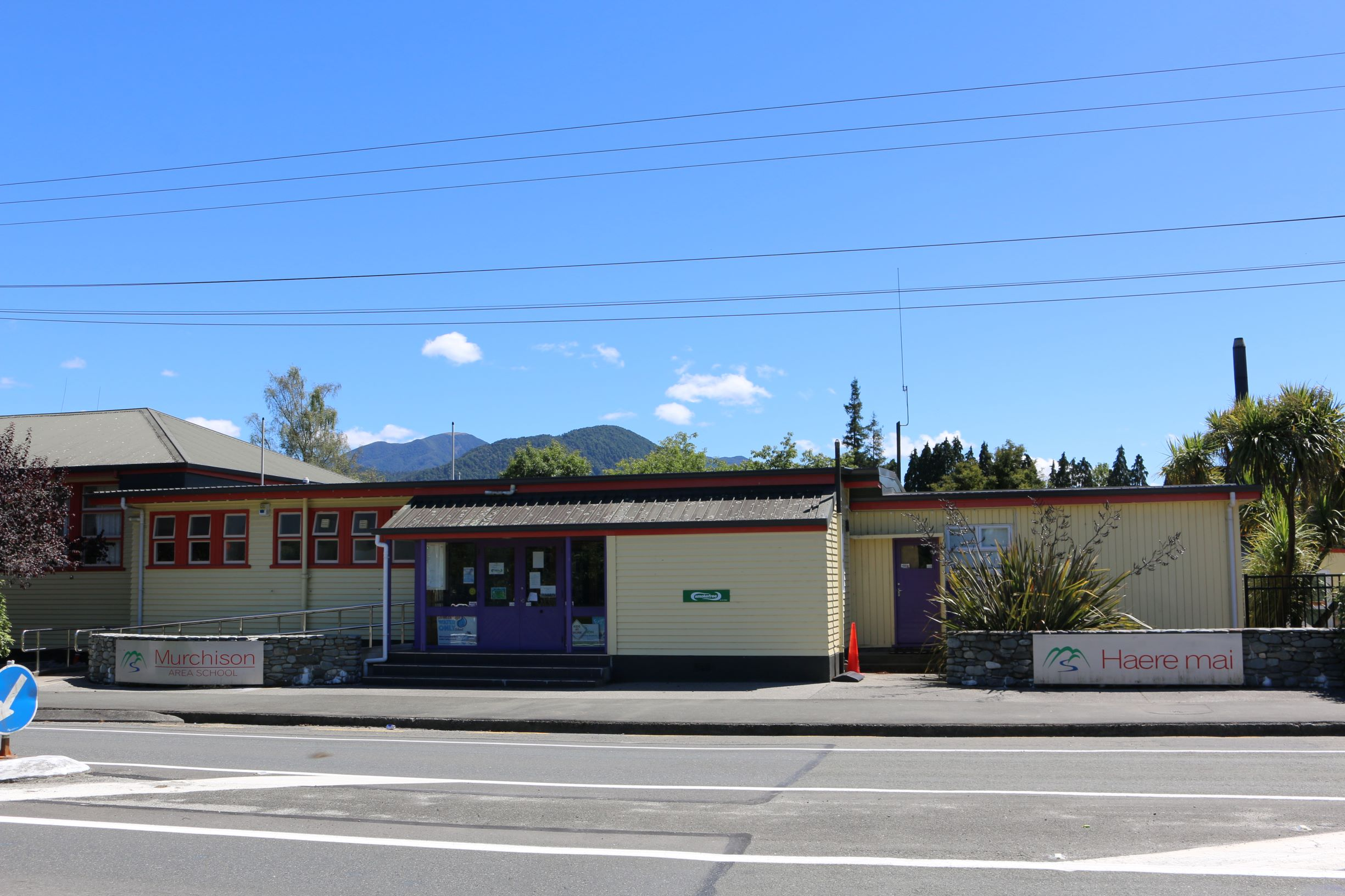
Murchison Area School (2021)

L’école de «Surcuisson Areva School» est une école publique, mixte, de secteur pour les années 1 à 13, avec un effectif de 171 élèves en mars 2022.

## Personnalités notables
Annette King (en), politicienne néo-zélandaise et diplomate.